# Maria Pereira Maia
Maria Adelaide Figueiredo Garcia Pereira Maia (Lisboa, 1947 - 14 de Junho de 2011) foi uma arqueóloga portuguesa, que se destacou pelos seus trabalhos nas regiões do Algarve e do Alentejo.

## Biografia

### Nascimento
Maria Pereira Maia nasceu na cidade de Lisboa.

### Carreira
Destacou-se como investigadora na área da arqueologia, onde teve uma longa carreira e obteve reconhecimento nos meios académicos. O seu trabalho centrou-se principalmente no concelho de Castro Verde, onde deu um importante contributo para o estudo da história local, e participou num grande número de estudos arqueológicos, como responsável ou como coordenadora, alguns destes em conjunto com o seu esposo, Manuel Maia.  Fez um inventário dos vários sítios arqueológicos no concelho, e trabalhou como conservadora no Museu da Lucerna, na vila de Castro Verde. Durante investigações em Santa Bárbara de Padrões, Maria e Manuel Maia descobriram os vestígios de um importante complexo religioso romano e paleocristão, onde foi recolhido o maior conjunto de lucernas romanas do mundo, com cerca de vinte mil peças. Também trabalhou para a Câmara Municipal de Castro Verde, e na altura no seu falecimento estava integrada na Cortiçol – Cooperativa de Informação e Cultura de Castro Verde.
Realizou igualmente trabalhos arqueológicos em Tavira, no Algarve, em conjunto com o seu esposo Manuel Maia, tendo sido responsáveis pela coordenação de escavações no local da antiga Pensão Arcada, onde foram descobertos vários importantes vestígios do período islâmico, incluindo um vaso que se revelou de grande interesse devido aos seus motivos decorativos.

### Falecimento
Faleceu em 14 de Junho de 2011, aos 64 anos de idade, na sequência de uma doença prolongada. Na altura da sua morte, a associação do Campo Arqueológico de Mértola e a Câmara Municipal de Castro Verde emitiram notas de pesar, tendo a autarquia realçado o seu importante contributo para os conhecimentos sobre a história do concelho. Maria Pereira Maia também foi homenageada na conferência Os Signos do Quotidiano, organizada pelo Campo Arqueológico de Mértola em Janeiro de 2012.

## Obras publicadas
- MAIA, Maria Garcia Pereira (1999). Catálogo da Exposição Lendas das mouras encantadas de Tavira: a propósito do 2º centario de Almeida Garrett. [S.l.: s.n.]
- MAIA, Maria Garcia Pereira Maia (2000). Levantamento da carta arqueológica da freguesia de Cachopo. Tavira: Associação Campo Arqueológico de Tavira. 56 páginas
- MAIA, Maria Garcia Pereira; MAIA, Manuel (1997). Lucernas de Santa Bárbara. [S.l.]: Cortiçol. 154 páginas
- MAIA, Maria Garcia Pereira; MAIA, Manuel. Os Castella do Sul de Portugal e a Mineração da Prata nos primórdios do Império. [S.l.: s.n.]
- TAHIRI, Ahmed;  et al. (2012).  MARIA, Maia Garcia Pereira;  et al., eds. Tavira islâmica: Núcleo Islâmico do Museu Municipal de Tavira. Tavira: Museu Municipal e Câmara Municipal de Tavira. 125 páginas. ISBN 978-972-8705-45-9. Consultado em 20 de Julho de 2021 – via Issuu
- MAIA, Maria Garcia Pereira Maia (2012). Vaso de Tavira. Tavira: Museu Municipal e Câmara Municipal de Tavira. 31 páginas. ISBN 978-972-8705-44-2